# Constantin Arseni
Constantin N. Arseni (n. 3 februarie 1912, Dolhasca, județul Baia – d. 5 iulie 1994, București) a fost un medic neurochirurg român, profesor universitar și director al clinicii de Neurochirurgie a facultății de medicină din București, discipol și continuator al lui Dimitrie Bagdasar, întemeietorul neurochirurgiei românești. A fost Membru titular al Academiei Române (1991).

## Biografie
Arseni s-a născut la 3 februarie 1912 în Dolhasca, județul Baia. După absolvirea liceului din Bacău în 1929, se înscrie la facultatea de medicină din Cluj. În 1935 termină studiile universitare și obține titlul de Doctor în Medicină cu teza "Neurotomia juxtaprotuberanțială în tratamentul nevralgiei intermitente de trigemen" (1936). Ca student a lucrat în clinica de boli interne sub conducerea profesorului Iuliu Hațieganu, fiind fascinat de simțul clinic și erudiția acestui medic, dar pe tânărul Arseni îl atrăgea chirurgia creierului, după ce a asistat la o operație efectuată de Dimitrie Bagdasar în spitalul de Urgență din București. Astfel că la vârsta de 23 de ani își începe ucenicia în domeniul neurochirurgiei, sub conducerea și îndrumarea lui Bagdasar, proaspăt întors din America. În același timp lucrează ca preparator, apoi ca asistent la catedra de Histologie condusă de Ion T. Niculescu, unde învață tehnica examenului microscopic al organelor și țesuturilor. Fragmentele de tumori cerebrale extirpate operativ erau studiate apoi la microscop, convins de puterea pe care o dă clinicianului cunoașterea anatomiei patologice.
Constantin Arseni muncește neobosit, își extinde și perfecționează tehnica chirurgicală. În 1946, Dimitrie Bagdasar încetează din viață pe neașteptate. Arseni rămâne cu răspunderea conducerii serviciului de neurochirurgie, la vârsta de numai 34 de ani. Oficialitățile nu-i ușurează această sarcină, dimpotrivă. Cunoscut ca un non-conformist incorigibil, care spune totdeauna ceea ce gândește, nu era tocmai pe placul regimului totalitar comunist. Forurile de răspundere în domeniul medicinei trimit la Moscova pentru a se specializa în neurochirurgie pe doctorul Nicolae Marcovici, cu scopul de a-l înlocui pe Arseni. La întoarcere, cu titlul de Candidat în Științe Medicale, după modelul sovietic, Marcovici este numit în 1955 conferențiar universitar, cum se obișnuia cu toți cei veniți cu o calificare din Uniunea Sovietică, și primește conducerea a jumătate din clinica de neurochirurgie din București. Marcovici, un om corect și cu mult bun simț, recunoaște calitățile profesionale deosebite ale lui Arseni și, după scurt timp, renunță la funcția primită și se subordonează acestuia. Între timp Arseni devine el însuși conferențiar, iar în 1963 profesor titular de neurochirurgie la facultatea de medicină.
Se trece la reorganizarea clinicii pe servicii, cu împărțirea responsabilităților la colaboratori, ce căpătaseră ei înșiși experiență și calificare superioară: Tumori cerebrale adulți (Sofia Ionescu, Mihai Maretsis, Nicolae Nicola, Mircea Ghițescu), Tumori cerebrale copii (Lenke Horvarth), Afecțiuni vertebro-medulare (Ion Ionescu și Gheorghe Panoza), Traumatisme cranio-cerebrale (Ion Oprescu și Alexandru Constantinovici), Anestezie, reanimare și terapie intensivă (Șerban Munteanu, Lelia Gonțea-Arseni), mai târziu și o secție de reabilitare și recuperare motorie (Ion Tudor). La acestea se adaugă servicii auxiliare și de investigații: Diagnostic preoperator (Constantin Crețan și Ion N. Petrovici), Neuroradiologie (Nicolae Mihăilescu și Nicolae Simionescu), Electrofiziologie (K. Cristian și I. Roman), Laborator clinic (Elena Nicola), Neuromorfopatologie (Nicolae Carp). Domeniile de activitate se extind, se trece la chirurgia anevrismelor și malformațiilor vasculare intracraniene (Frank Nass și Leon Dănăilă) și la neurochirurgia funcțională, cum sunt operațiile stereotaxice în cazul unor afecțiuni extrapiramidale și chirurgia funcțională a epilepsiei (Mircea Simionescu, Mircea Iacob, N. Nicola). În 1975, se inaugurează noua clădire a clinicii de neurochirurgie, concepută și organizată după planurile sale. În timpul cât a fost construită, Arseni devenise om de șantier.
Constantin Arseni și-a continuat cu ardoare activitatea până la o vârstă înaintată, neputându-se despărți de ceea ce a însemnat menirea vieții sale: neurochirugia. S-a stins din viață în 1994.

## Contribuții științifice
- Chirurgia tumorilor nucleilor de la baza creierului
- Chirurgia craniostenozelor
- Interpretarea clinică și fiziopatologică a epilepsiei cu punct de origine în vecinătatea ventricolului al III-lea
- Clinica și tratamentul herniilor de disc lombare
- Herniile de disc din zona coloanei vertebrale toracale
- Tratamentul chirurgical al hemoragiilor cerebrale
- Clasificarea neurobiologică a tumorilor cerebrale

### Publicații
Constantin Arseni este autor a peste 250 de articole științifice publicate în țară și peste hotare.
Tratate și monografii
- Traité de Neurochirurgie (Dimitrie Bagdasar și C. Arseni, 1951)
- Sciatica vertebrală (împreună cu T. Iacob, 1948)
- Epilepsia în tumorile cerebrale (1950)
- Semiologie neurochirurgicală (împreună cu Mihai Ioan Botez, 1958)
- Tulburări endocrine și vegetative în tumorile cerebrale (împreună cu Mihai Ioan Botez, 1971)
- Bolile vasculare ale creierului și ale măduvei spinării (împreună cu Ion N. Petrovici și Frank Nass, 1965)
- Patologia vertebro-medulară neurochirurgicală (împreună cu Mircea Simionescu, 1968)
- Discopatiile vertebrale lombare (împreună cu Mihai Stanciu, 1970)
- Traumatologia cranio-cerebrală (împreună cu Ion Oprescu, 1972)
- Procesele expansive intracraniene (sub redacția lui C. Arseni, 1973)
- Traumatismele vertebro-medulare și ale nervilor (împreună cu Alexandru Constantinovici și Gheorghe Panoza, 1975)
- Anatomia patologică a tumorilor sistemului nervos (împreună cu Nicolae Carp, 1978)
- Patologia stărilor de veghe și somn (sub redacția lui Constantin Arseni și Liviu Popovici, 1984)
- Tratat de neurologie, în 8 volume (sub redacția lui C. Arseni, 1979-1981)
- Enciclopedia de neurologie și neurochirurgie (sub redacția lui C. Arseni)

## Ordine, distincții și afilieri
- Ordinul Muncii clasa a II-a (10 august 1964) „pentru merite deosebite în opera de construire a socialismului, cu prilejul celei de a XX-a aniversări a eliberării patriei”[2]
- titlul de Medic Emerit al Republicii Populare Romîne (18 august 1964) „pentru merite excepționale și realizări deosebite în domeniul ocrotirii sănătății oamenilor muncii”[3]
- Ordinul „Meritul Sanitar” clasa I (8 aprilie 1970) „pentru merite deosebite în domeniul ocrotirii sănătății populației din țara noastră”.[4]
- Ordinul „Meritul Științific” clasa I (7 mai 1981) „pentru rezultatele obținute în îndeplinirea cincinalului 1976–1980, pentru contribuția deosebită adusă la înfăptuirea politicii Partidului Comunist Român de făurire a societății socialiste multilateral dezvoltate în patria noastră, cu prilejul aniversării a 60 de ani de la făurirea Partidului Comunist Român”[5]
- Ordinul „23 August” clasa I (20 august 1984) „pentru contribuția deosebită adusă la înfăptuirea politicii Partidului Comunist Român de făurire a societății socialiste multilateral dezvoltate în patria noastră, cu prilejul celei de-a 40-a aniversări a revoluției de eliberare socială și națională, antifascistă și antiimperialistă”[6]
- Membru titular al Academiei Române
- World Federation of Neurosurgery
- Société française de Neurologie
- New York Academy of Sciences
- Royal Society of Medicine (Londra)
- Societatea Română de Psihoneuroendocrinologie